# Maurice van der Bruggen
Pour les articles homonymes, voir van der Bruggen.
Maurice Louis Marie, baron van der Bruggen, né le 6 janvier 1852 à Gand et y décédé le 30 septembre 1919 fut un homme politique belge du parti catholique.
Van der Bruggen fut docteur en droit (Université catholique de Louvain, 1872), puis avocat à la Cour d'Appel de Gand (1872-1919). Il fut élu conseiller communal de Wingene (1878-81) et bourgmestre (1885-95); conseiller provincial de la province de Flandre-Orientale (1880-88), député de l'arrondissement de Tielt (1888-1900), ministre de l'agriculture (1899-1907), député de l'arrondissement de Roulers-Tielt (1900-1911), et sénateur du même arrondissement (1912-19).
Il fut écuyer avant d'être créé baron.

## Généalogie
- Il fut fils de Frédéric, conseiller provincial et Georgina De Naeyer.